# Marino de Adrianópolis
Marino (em grego medieval: Μαρῖνος; romaniz.: Marinos), de certo associável a outro indivíduo chamado Martinho (Μαρτῖνος, Martinos), cujo nome provavelmente advém de um erro, foi um bizantino do século IX. Em 813, ele e sua família estiveram entre os bizantinos capturados pelos búlgaros e levados à Bulgária. Eles foram martirizados com outros presos por Ditzeugo ou seu sucessor Omortague. Eles são celebrados em 22 e 23 de janeiro, respectivamente.